# Vlakke alikruik
De vlakke alikruik (Littorina fabalis) is een slakkensoort uit de familie van de Littorinidae. De wetenschappelijke naam van de soort werd in 1825 als Turbo fabalis voor het eerst geldig gepubliceerd door Turton.

## Beschrijving
De vlakke alikruik is een mariene huisjesslak met een dikschalige huisje met 5 tot 6 afgevlakte windingen, waarvan de laatste winding de voorgaande winding vrijwel volledig insluit. De maximaal geregistreerde schelpgrootte is 18 mm, maar meestal iets kleiner (~12 mm). Het oppervlak van de schelp is glad tot licht gegroefd. Hoewel de meeste exemplaren helder citroengeel van kleur zijn, komen ook andere schelpkleuren voor. 

## Verspreiding- en leefgebied
Het verspreidingsgebied van de vlakke alikruik is de noordoostelijke Atlantische Oceaan, langs de Britse, Ierse en Noordzeekust zuidwaarts in de westelijke Middellandse Zee. In Nederland wordt de vlakke alikruik vooral in Zeeland en het Waddengebied waargenomen. Deze soort komt alleen voor op bruinwieren die aan harde oppervlaktes vastzitten, zoals de gezaagde zee-eik (Fucus serratus), blaaswier (Fucus vesiculosus) en knotswier (Ascophyllum nodosum). Niet het zeewier wordt door de alikruik gegeten, maar de epifytische wiertjes die op de Fucus-bladeren groeien.